# Journal of Paleontology
Journal of Paleontology — оглядовий науковий журнал, що охоплює всі проблеми палеонтології. Публікується Палеонтологічним товариством США (The Paleontological Society).

## Індексування
The Journal of Paleontology індексується в:
- BIOSIS Previews
- Science Citation Index
- Zoological Record
- GeoRef